# Целлюлозно-бумажное производство

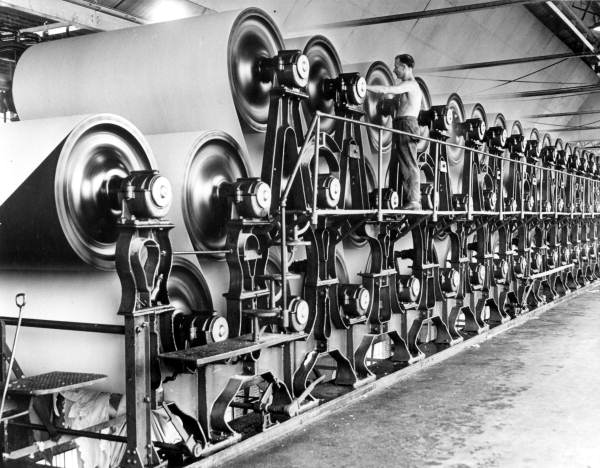
Целлюлозно-бумажное производство второй половины XX века

Целлюлозно-бумажное производство — технологический процесс, направленный на получение целлюлозы, бумаги, картона и других сопутствующих продуктов конечного или промежуточного передела.

## История появления
Впервые бумага упоминается в китайских летописях в 12 году до н. э. Сырьём для её изготовления были стебли бамбука и луб шелковичного дерева. В 105 году Цай Лунь обобщил и усовершенствовал существовавшие методы получения бумаги.

Изготовление бумаги по методу Цай Луня
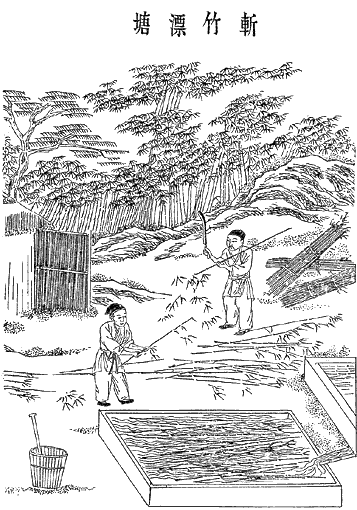
1
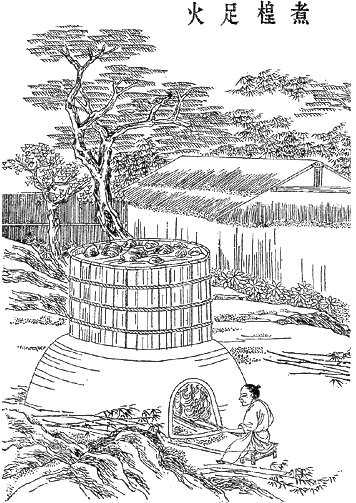
2
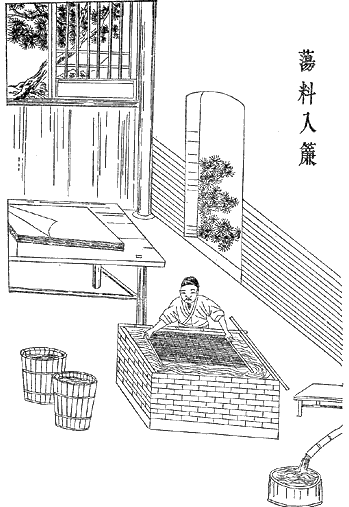
3
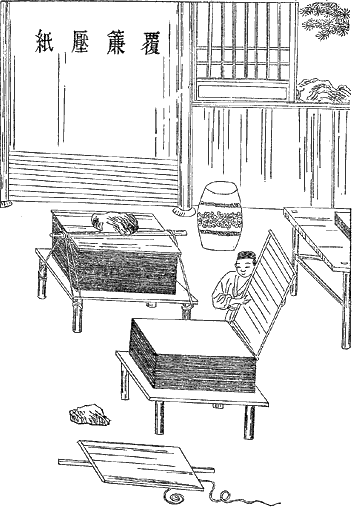
4
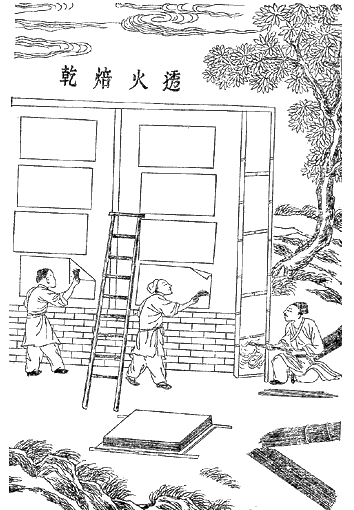
5

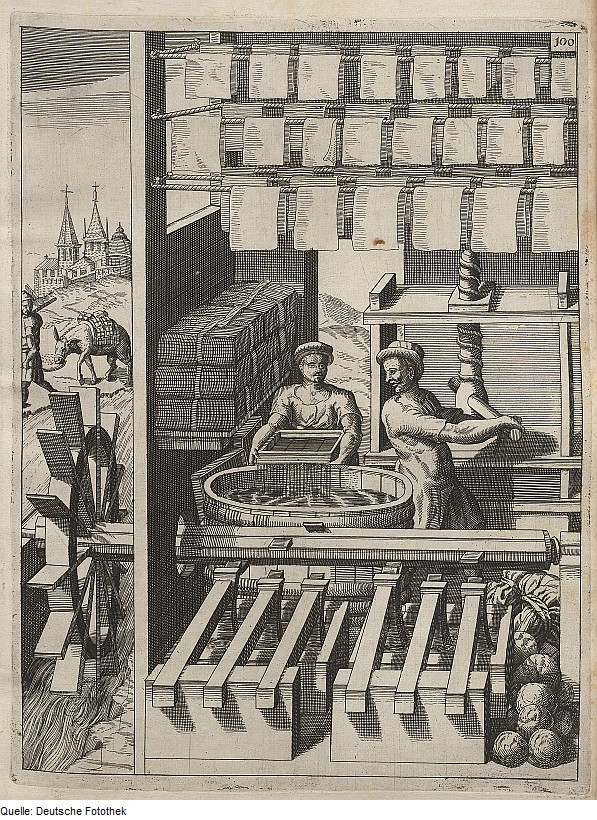
Изготовление бумаги в Европе в XV веке

В Европе бумага появилась в XI—XII веках.
Она пришла на смену папирусу и пергаменту (который был слишком дорог).
Сначала для изготовления бумаги пользовались измельченным пеньковым и льняным тряпьем.
Ещё в 1719 году Реомюр сделал предположение, что древесина может служить сырьём для производства бумаги. Однако потребность в использовании древесины возникла только в начале XIX века, когда была изобретена бумагоделательная машина, резко увеличившая производительность, вследствие чего бумажные фабрики стали испытывать нехватку сырья.

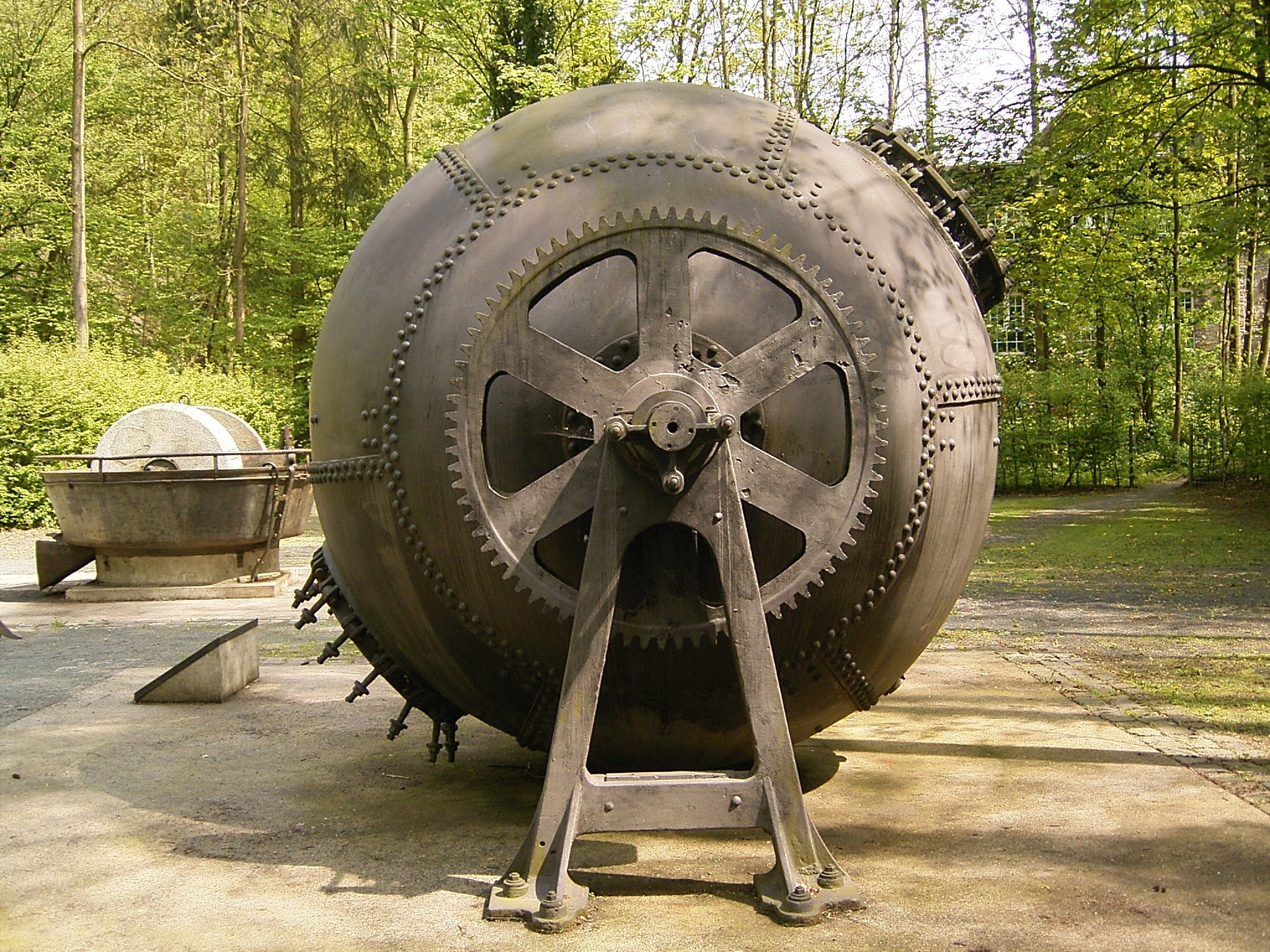
Котёл для варки целлюлозы, XIX век

В 1840-е годы саксонским ткачём Ф. Келлером (F. G. Keller) был запатентован процесс дефибрирования — изготовление бумаги из древесной волокнистой массы, полученной путём истирания древесины на точильном камне.
В 1853 году Меллье (Франция) запатентовал способ получения целлюлозы из соломы варкой с 3%-м раствором гидроксида натрия в герметически закрытых котлах при температуре около 150°С (натронная варка). Почти одновременно, в 1851 году английские изобретатели Ч. Уатт и Х. Бёрджесс взяли патенты на производство целлюлозы подобным способом из древесины. Первый завод по производству натронной целлюлозы был построен в 1860 году в Соединённых Штатах Америки.
В 1867 году американский инженер Бенджамин Тильгман изобрел процесс делигнификации древесины водными растворами гидросульфита кальция в кислой среде — сульфитную варку.
В 1879 году немецкий изобретатель К. Ф. Даль, модифицировав натронную варку, предложил возмещать потери щёлочи сульфатом натрия, который в процессе высокотемпературной обработки восстанавливался образующимся углём в сульфид натрия. Этот способ был реализован в промышленности и назван сульфатной варкой. Сульфатная варка в настоящее время является основным процессом получения целлюлозы.
В конце 1970-х годов канадский учёный Х. Холтон (H. H. Holton) предложил применять в качестве катализатора щелочных варок антрахинон.

## Общие сведения
Поскольку для производства требуется древесина и много воды, целлюлозно-бумажные комбинаты обычно размещают на берегах больших рек, тогда появляется возможность использовать реки для сплава древесины, служащей основным сырьём для производства.

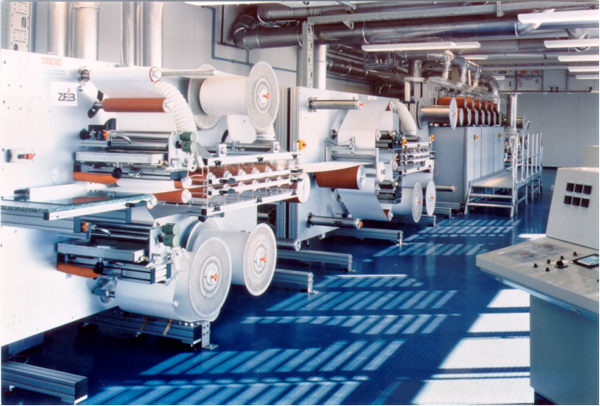
Производство специального типа бумаги

Для получения бумаги и картона используются следующие волокнистые полуфабрикаты (данные на 2000 год):
- макулатура — 43 %
- сульфатная целлюлоза — 36 %
- древесная масса — 12 %
- сульфитная целлюлоза — 3 %
- полуцеллюлоза — 3 %
- целлюлоза из недревесного растительного сырья — 3 %

Для изготовления высших сортов бумаги, на которой печатают деньги и важные документы, пользуются также измельченными обрезками текстиля.
Кроме того, для придания специальных свойств в бумагу добавляют проклеивающие вещества, минеральные наполнители и специальные красители.
B России на нужды целлюлозно-бумажной промышленности ежегодно вырубается 43 млн кубометров леса.